# Dianthus giganteus
Dianthus giganteus är en nejlikväxtart som beskrevs av D`urv. Dianthus giganteus ingår i släktet nejlikor, och familjen nejlikväxter. Arten förekommer tillfälligt i Sverige, men reproducerar sig inte.

## Bildgalleri

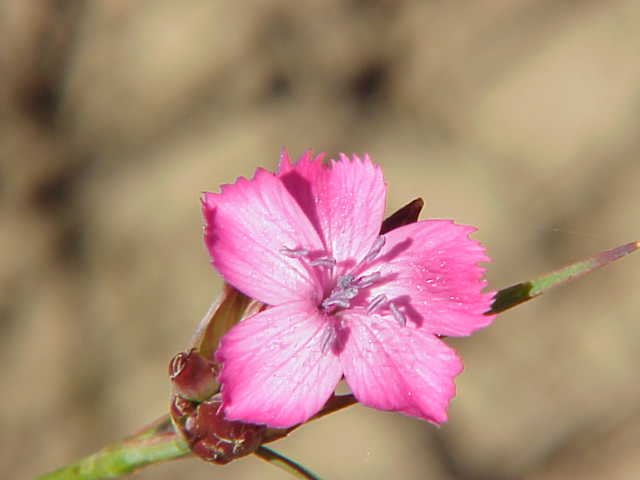
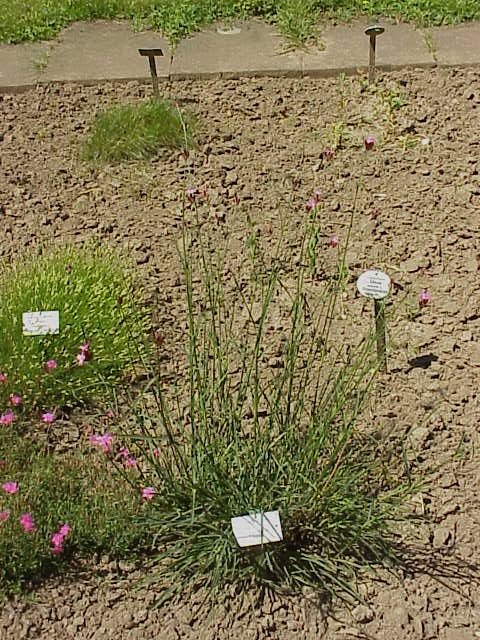
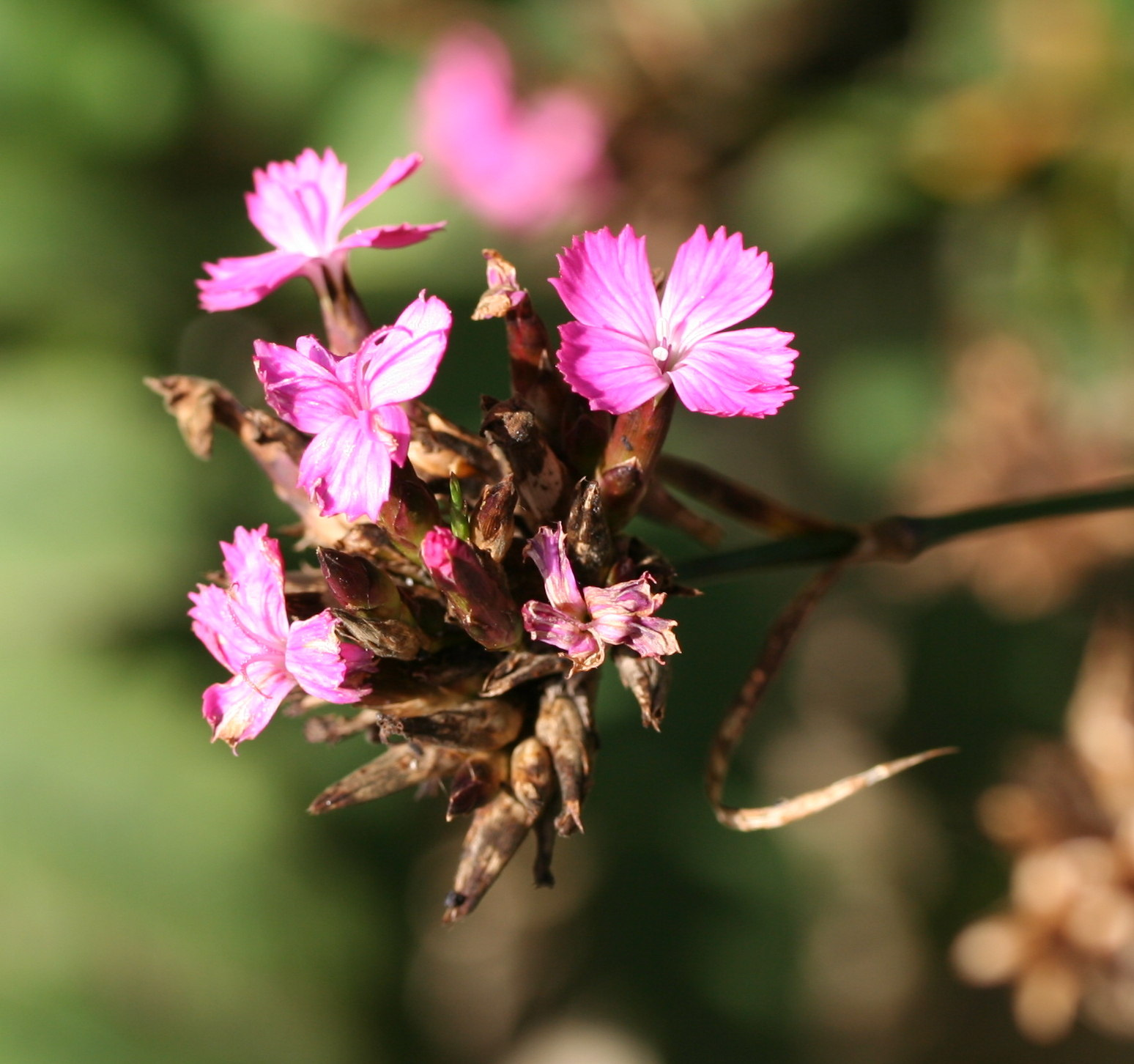
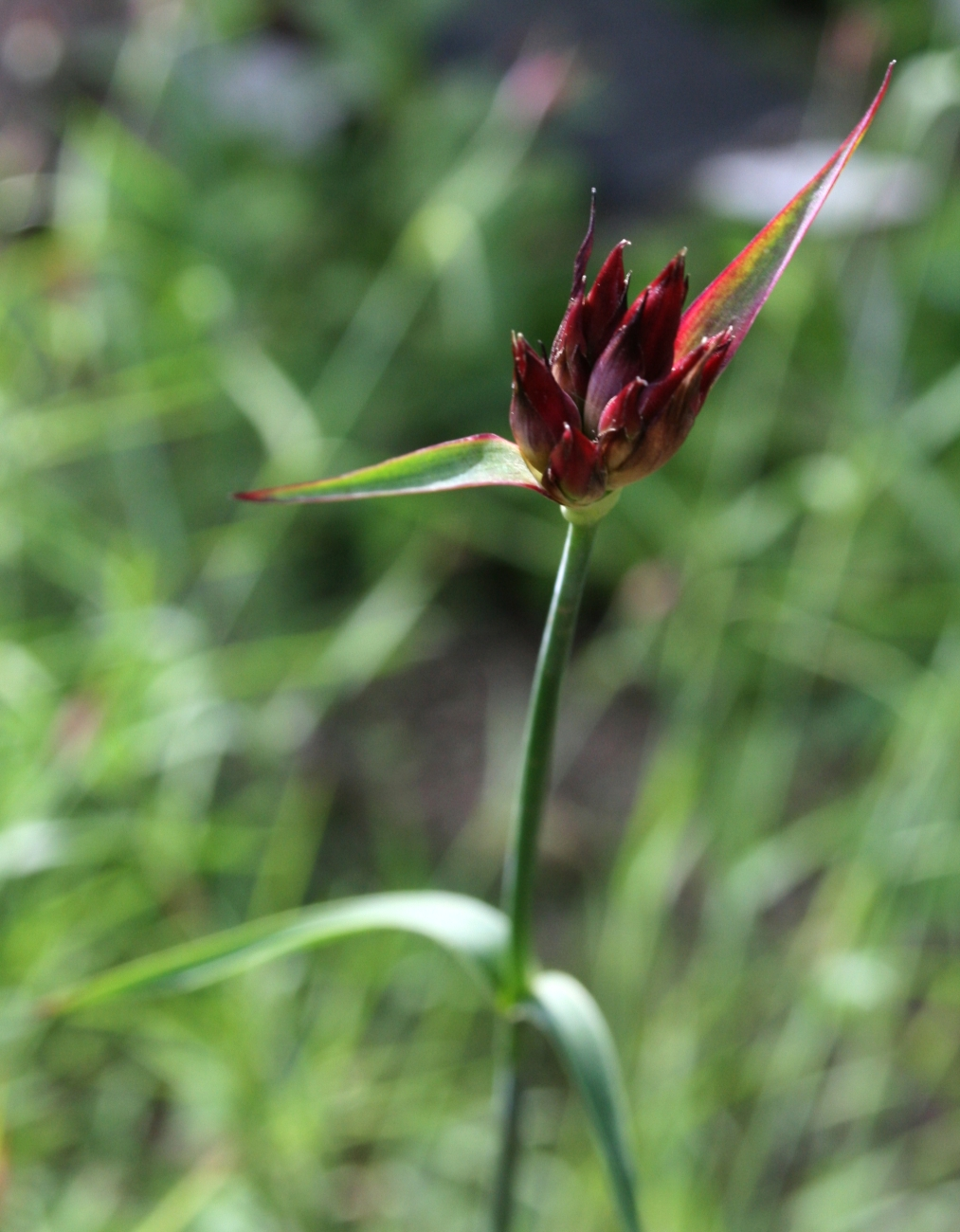
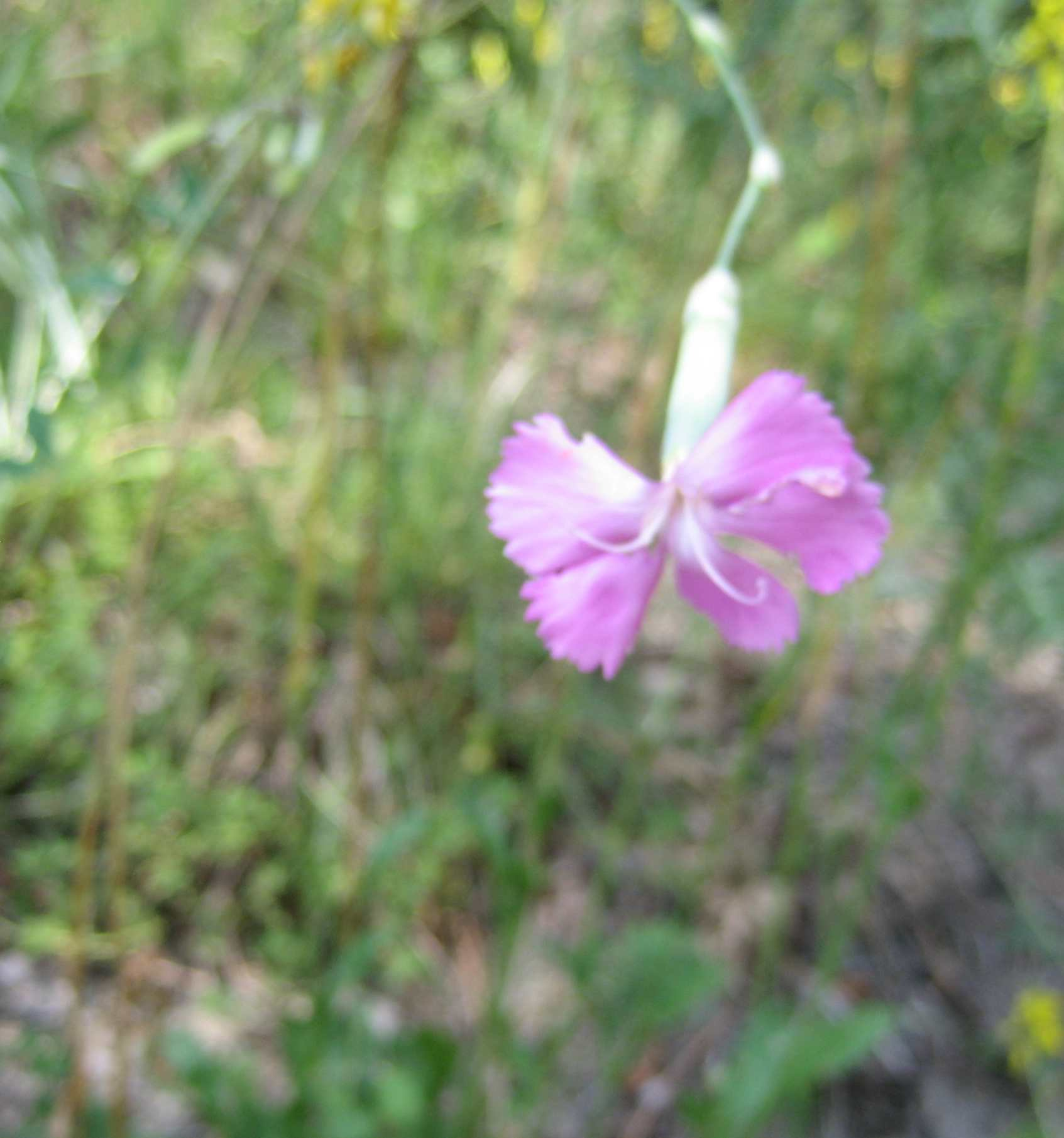